# ایتایا
ایتایا (به لاتین: Utøya) یک جزیره در نروژ است که در تریفجوردن واقع شده‌است.
این جزیره عمدتاً جنگلی، با برخی از فضاهای باز است. اسکله کوچکی در سمت شرق این جزیره برای کشتی رانی استفاده می شود.

## خصوصیات
ایتایا ۰٫۱۰۶ کیلومترمربع مساحت دارد.